# Monica Piloni
Monica Piloni (16 de setembro, 1978) é uma escultora brasileira conhecida por emprestar suas características físicas e medidas para a criação de cópias anatômicas, objetos de suas encenações fotográficas, esculturas, vídeos e animações. Suas noções do autorretrato são embaralhadas com o desmembramento, omissão ou multiplicação de membros do corpo. Suas obras buscam desfigurar a ideia de identidade individual, questionando a figura feminina e sua sensualidade pela cultura ocidental.Seu trabalho figura em importantes coleções brasileiras, como MAC Niterói, Instituto Figueiredo Ferraz e MAC Sorocaba.

## Carreira
Sua produção artística iniciou em 1997, ao ingressar na Escola de Música e Belas Artes do Paraná no Curso Superior de Escultura, em Curitiba. Suas primeiras esculturas foram com bolhas de vidro e peças em ferro oxidado encontradas em ferro-velhos. No mesmo ano produziu um tríptico de esculturas figurativas baseado em objetos do dia a dia representados em diferentes escalas.  
A partir de 2004, com sua mudança para a cidade de São Paulo, Piloni passou a utilizar a técnica de espelhamento. Este recurso permitiu-lhe a abertura de uma nova dimensão na percepção da figura humana em suas obras. A visualidade simétrica, valor estético participante das composições clássicas ocidentais foi atualizada pela artista, contrariando o alcance da harmonia compositiva ao trazer a desfiguração de corpos. 
Outra característica em seus trabalhos é a figura humana tripé, recurso desenvolvido para equilibrar suas esculturas humanas eretas sem suporte, como em sua obra Boneca de 2004. Cabelos sintéticos foram aplicados ao redor de toda superfície da esfera que representa a sua cabeça, sem deixar espaço livre para a face. À primeira vista, a escultura parece a representação de uma boneca que está de costas. Mas ao se deslocar ao redor dela em busca da face que, supostamente orientaria a frente da escultura, nota-se que ela é inexistente. Nesse momento, percebe-se a presença da terceira perna, criando a ilusão da figura parecer estar sempre de costas para quem a observa.
A segunda experiência da artista com seres tripés foi em 2007, em Autorretrato Triplo, mas agora usando como modelo um corpo realista de uma mulher. A partir de três manequins de fibra de vidro iguais, ela formou um único novo indivíduo que está sempre de frente para quem o observa, independente do ângulo do observador. 
No mesmo ano e na busca por uma figura que flutuasse no espaço, Monica criou a obra Bailarina. Partes do corpo de uma bailarina são isoladas dentro de caixas de acrílico individuais. A figura desmembrada é empilhada por meio destas caixas transparentes onde a artista suspende e organiza os membros na posição desejada. A Bailarina foi sua primeira experiência com o lifecasting que, por meio de de gesso e alginato, produziu-se moldes a partir de um corpo.É possível registrar na superfície do gesso detalhes de dobras, tendões, músculos e ossos que se projetam através da pele. Áreas menores como mãos, pés, orelhas e a face, foram registradas em moldes de alginato. Monica usou o seu próprio corpo além da colaboração de dois modelos vivos femininos. A Bailarina faz parte da coleção do Instituto Figueiredo Ferraz e participou de duas exposições coletivas nesse espaço, Diversidade do nosso tempo em 2017 e O Colecionador de Sonhos em 2011 com curadoria de Agnaldo Farias.
Em 2009, Piloni lançou a obra Ímpar, sua terceira experiência com um corpo tripé. A aplicação da técnica de lifecasting gerou moldes reutilizáveis, que possibilitaram a tiragem de três cópias similares para a construção dessa figura. A alteração do eixo da postura do tronco em Ímpar evoluiu perante obras passadas, foi possível criar uma leve inclinação para trás, possibilitando a subtração de três seios ao invés de seis quando a postura estava ereta. 
A série Ilegais iniciada em 2010 e apresentada pela primeira vez na exposição coletiva Arsenal, na Baró Galeria no mesmo ano, foi uma expansão da obra Boneca. Uma série de esculturas em mármore, bronze, cerâmica, madeira e resina foram produzidas a partir de protótipos construídos com objetos utilitários ordinários como bacias, baldes, potes, pratos e outros vasilhames em plástico injetado, encontrados em lojas de bairros populares de comércio. Essas peças foram viradas com a boca para baixo, perdendo sua função original e empilhadas em combinações que remetem à forma de uma boneca. 
Em 2013, a artista lançou sua primeira exposição individual Ímpar, Ambas na extinta galeria Laura Marsiaj no Rio de Janeiro. As obras centrais da exposição eram duas esculturas em tamanho natural, e uma versão da mesma escultura em bronze polido que faziam referência ao profano e ao sagrado. 
Em 2014, lançou a série No meu quarto. A ideia original surgiu de registros feitos a partir de uma câmera digital amadora que a artista tinha em mãos na época da produção da Bailarina. As partes do corpo da bailarina ficaram repousadas aleatoriamente na cama ou sofá da artista antes de irem para suas caixas de acrílico. O trânsito de membros e cabeça pela casa gerou uma série de sete fotografias.
Em 2019, Monica abriu sua exposição individual Ciclo na Zipper Galeria. Sua principal obra foi a Gangorra que apresentava duas figuras humanas, em tamanho natural, que se debruçam em cada uma das extremidades opostas de uma mesa sem os quatro pés, mas que se apoia num único cavalete central, gerando uma instabilidade pelo movimento de um motor elétrico, num ciclo incessante que oscila como uma gangorra.
Em 2021, a artista lançou duas obras em NFTs: Succubus e a Fonte, ambas animações CGI em loop. A primeira, apresentou uma personagem feminina pós-humana, dotada de duas vaginas e três pernas, calçada com saltos altos sobre a qual é derramada uma substância que lhe cobre inteira, adere à sua pele e se transforma em um traje de látex, remetendo às práticas sadomasoquistas. A segunda obra é um protesto à pobreza menstrual como violação dos direitos humanos. Ela apresentou uma bailarina que, enquanto rodopia de ponta cabeça, um líquido vermelho semelhante ao sangue espalha-se pelo corpo.
Em 2022, Piloni apresentou a exposição Humanas, demasiado humanas titulo inspirado na obra do filósofo alemão Friedrich Nietzsche. A exposição apresentou seis esculturas e uma animação construídas a partir do corpo feminino com o recurso do espelhamento. Na escultura Selfie, uma das obras da exposição, criada com quatro olhos em metal polido espelhados, vidrados em seus dois celulares com dispositivos elétricos que disparam flashes. A artista propôs uma revisão das narrativas consagradas, por meio de vozes femininas que ao longo da história da humanidade tiveram seu ponto de vista comprometido.

## Principais Obras e Séries
- Selfie - 2022
- Succubus - 2022
- Fonte - 2021
- Gangorra - 2019
- Com o rabo entre as pernas - 2017
- Ímpar" - 2015
- No meu quarto - 2014
- Hybris - 2013
- Bailarina - 2009
- Autorretrato triplo - 2007
- Boneca - 2004